# Arles Flores
Arles Eduardo Flores Crespo, couramment appelé Arles « Chiguirito » Flores, né le 12 avril 1991 à Barinas (Venezuela), est un footballeur vénézuélien qui évolue au poste de milieu au Zamora FC, club avec lequel il a remporté le championnat du Venezuela en 2013.

## Biographie

### Parcours professionnel en club

#### Débuts au Venezuela
Arles Flores commence sa carrière au Zamora FC, il y restera quatre saisons. Il joue son premier match dans l'élite le 11 août 2010 contre Aragua FC. Avec son club, il remporte le championnat 2012-2013 de son pays.

#### Essai en Europe
En mai 2014, Arles Flores est annoncé comme étant prêté à l'AC Arles-Avignon qui évolue en Ligue 2, avec option d'achat. Pourtant, le club provençal ne confirmera jamais cette nouvelle et le joueur n'apparaîtra aucunement dans l'effectif professionnel.

## Statistiques
| Saison                | Club                  | Championnat           | Championnat | Championnat | Coupe nationale | Coupe nationale | Coupe de la Ligue | Coupe de la Ligue | Compétition(s) continentale(s) | Compétition(s) continentale(s) | Compétition(s) continentale(s) | Total | Total |
| Saison                | Club                  | Division              | M.          | B.          | M.              | B.              | M.                | B.                | Comp.                          | M.                             | B.                             | M.    | B.    |
| 2009–2010             | Zamora                | Primera División      | 19          | 0           | 0               | 0               | -                 | -                 | -                              | -                              | -                              | 19    | 0     |
| 2010–2011             | Zamora                | Primera División      | 32          | 0           | 0               | 0               | -                 | -                 | -                              | -                              | -                              | 32    | 0     |
| 2011–2012             | Zamora                | Primera División      | 9           | 0           | 0               | 0               | -                 | -                 | -                              | -                              | -                              | 9     | 0     |
| 2012–2013             | Zamora                | Primera División      | 25          | 0           | 5               | 0               | -                 | -                 | -                              | -                              | -                              | 30    | 0     |
| 2013–2014             | Zamora                | Primera División      | 29          | 0           | 4               | 0               | -                 | -                 | CL                             | 6                              | 0                              | 39    | 0     |
| Sous-total            | Sous-total            | Sous-total            | 104         | 0           | 9               | 0               | 0                 | 0                 | -                              | 6                              | 0                              | 119   | 0     |
| Total sur la carrière | Total sur la carrière | Total sur la carrière | 104         | 0           | 9               | 0               | 0                 | 0                 | -                              | 6                              | 0                              | 119   | 0     |